# Periaeschna rotunda
Periaeschna rotunda är en trollsländeart som beskrevs av Wilson 2005. Periaeschna rotunda ingår i släktet Periaeschna och familjen mosaiktrollsländor. Inga underarter finns listade i Catalogue of Life.